# شمسي بدلبيلي
شمسي بدل باي أوغلو بدلبيلي (بالأذرية: Şəmsi Bədəlbəyli) - مخرج المسرح الأذربيجاني الشهير، فنان الشعب لجمهورية أذربيجان الاشتراكية السوفيتية.(1964)

## حياته
ولد شامسي بادلبيلي في فبراير عام 1911، في شوشا - المركز الثقافي القديم لأذربيجان، في أسرة المعلم البارز والشخصية العامة بادال باي بادالبيلي (1875-1932) ورحيمة هانم قاجار (1880-1966).
أتم المرحلة الثانوية في مدرسة في باكو، عام 1969. بعد المدرسة إلتحق بمدرسة تربوية في أذربيجان، وتخرج منها في 1927.
درس شامسي بادلبيلي في المعهد الموسيقي الحكومي الأذربيجاني بين 1927-1932: في قسم آلة موسيقية الشعبية، وفي فئة نظرية التكوين وأصبح لاحقًا طالبًا لملحن اذربيجاني الشهير عزير حاجبايوف.
منذ 1932 حتى 1942 - تعامل شامسي بادلبيلي في مسرح الدراما الأكاديمي الحكومي أذربيجاني كمساعد مخرج المسرح ومخرج المسرح.
منذ عام 1944 شامسي بادلبيلي هوعضوفي الحزب الشيوعي السوفيتي.
في 1974-1976 مدير في فيلهارموني أكاديمى لدولة أذربيجان.
منذ 1976 في رئيس جمعية المسرح.
توفي شامسي بادلبيلي في 23 مايو، لعام 1987.
والد فنان الشعب لجمهورية أذربيجان فرحاد بدلبيلي، شقيق لملحن أفراسياب بادلبيلي.

## لذكره
سمي أحد الشارع لذكره في باكو، وعلى جدار اليبت الذي عاش فيه الممثل تم إنشاء اللوحة التذكرية.

## جوائزه
- تكريم الفنان لجمهورية أذربيجان الاشتراكية السوفيتية (1943)
- فنان الشعب لجمهورية أذربيجان الاشتراكية السوفيتية (1964)
- وسام ثورة أكتوبر (1986)
- وسام «شرف» (1959)

## تماثله التي وضع على المسح
- «الموتى»
- «كور أوغلو»
- «عسلي وكرام»
- «حلاق إشبيلية»
- «ارشين مال الآن»
- «كركي»
- «جيرتدان»